# Cockaynea
Cockaynea is een geslacht uit de grassenfamilie (Poaceae). De soorten van dit geslacht komen voor in Nieuw-Zeeland.